# Amanda Conner
Pour les articles homonymes, voir Conner.
Amanda Conner, née à Los Angeles, est une dessinatrice de comics américaine. Elle est la compagne du dessinateur Jimmy Palmiotti.

## Biographie
Amanda Conner passe son enfance en Floride puis dans le Connecticut. Attirée par les bandes dessinées, elle suit les cours à la Joe Kubert School. Elle se marie et ouvre une boutique de comics. Après son divorce, elle travaille comme dessinatrice pour de nombreux éditeurs comme Marvel Comics (Les Vengeurs de la Côte Ouest, Barbie, etc.), DC Comics (Loïs Lane), Archie Comics (Archie)…

## Œuvre

### Albums publiés en français
- Daredevil - Sous l'aile du Diable, scénario de Kevin Smith et David W. Mack, dessins d'Amanda Conner, Kevin Nowlan, Steve Dillon, John Romita Jr., John Cassaday, Jeffrey G. Jones, Joe Quesada, Jimmy Palmiotti, Jae Lee et Rob Haynes, Panini Comics, collection Marvel Deluxe, 2008  (ISBN 978-2-8094-0267-4)
- Gate Crasher, Semic, collection Black Bull

1. Cercle de feu (1/2), scénario collectif, dessins d'Amanda Conner, 2000
2. Cercle de feu (2/2), scénario de Mark Waid, dessins d'Amanda Conner, 2000

- La Pro, scénario de Garth Ennis, dessins d'Amanda Conner, Éditions USA, 2003  (ISBN 2-914409-35-4)
- Starman omnibus, scénario de James Robinson, Panini Comics, collection DC Omnibus

1. Volume 1, dessins d'Amanda Conner, Chris Sprouse, Tommy Lee Edwards, Stuart Immonen, Teddy Kristiansen, Matt Smith, Gary Erskine, Tony Harris et Andrew Robinson, 2009  (ISBN 978-2-80940-861-4)

- Star Wars, Éditions Atlas, collection Delcourt Comics

5. Star Wars 5, scénario de Kazuki Takahashi, Howard Chaykin et Garth Ennis, dessins d'Amanda Conner et Jean-Jacques Chagnaud, 2010  (ISBN 2-351-32094-8)
- Vampirella Master Series, Panini Comics, collection 100 % Fusion Comics

1. L'Éveil du mal, scénario de Grant Morrison et Mark Millar, dessins d'Amanda Conner, Louis Small Jr. et Michael Bair, 2012  (ISBN 978-2-8094-2649-6)

### Albums publiés en anglais
- Ame-Comi Girls, DC Comics

1. Wonder Woman, scénario de Justin Gray et Jimmy Palmiotti, dessins d'Amanda Conner et Tony Akins, 2012
- Before Watchmen: Silk Spectre, DC Comics

1. Mean Goodbye, scénario de Darwyn Cooke, dessins d'Amanda Conner, 2012
2. Getting into the World, scénario de Darwyn Cooke, dessins d'Amanda Conner, 2012
3. No Illusion, scénario de Darwyn Cooke, dessins d'Amanda Conner, 2012
4. The End of the Rainbow, scénario de Darwyn Cooke et John Higgins, dessins d'Amanda Conner et John Higgins, 2012

- Excalibur, Marvel Comics

80. The Douglock Chronicles: Out of Time, scénario de Scott Lobdell, dessins d'Amanda Conner, 1994
- Green Arrow and Black Canary, DC Comics

Wedding Special, scénario de Judd Winick, dessins d'Amanda Conner, 2007
- JSA: Classified, DC Comics

2. Power Trip, Part 2, scénario de Geoff Johns, dessins d'Amanda Conner, 2005
- Legion of Super-Heroes, DC Comics

Strange Visitor from another Century, scénario de Mark Waid, dessins d'Amanda Conner, Ken Lashley, Barry Kitson, Art Thibert et Adam Dekraker, 2006
- Starman, scénario de James Robinson, DC Comics

The Starman Omnibus volume 1, dessins de Christian Hojgaard, Amanda Conner, Chris Sprouse, Kim Hagen, Bjarne Hansen, Tommy Lee Edwards, Andrew Robinson, Tony Harris, Gary Erskine, Teddy Kristiansen et Matt Smith, 2008  (ISBN 978-1-40121-699-3)

## Récompense
- 2010 : Prix Inkwell « tout-en-un » (du meilleure dessinateur/encreur)
- 2014 : Prix Haxtur de la meilleure couverture pour Daredevil : Dark Nights n°8